# Culicoides venezulensis
Culicoides venezulensis är en tvåvingeart som beskrevs av Ortiz och Mirsa 1950. Culicoides venezulensis ingår i släktet Culicoides och familjen svidknott. Inga underarter finns listade i Catalogue of Life.